# (121019) Minodamato
(121019) Minodamato est un astéroïde de la ceinture principale.

## Description
(121019) Minodamato est un astéroïde de la ceinture principale. Il fut découvert le 20 janvier 1999 à Campo Catino par Franco Mallia et Mario Di Sora. Il présente une orbite caractérisée par un demi-grand axe de 2,30 UA, une excentricité de 0,14 et une inclinaison de 4,0° par rapport à l'écliptique.

## Compléments